# Mahmoud Dahoud
Mahmoud Dahoud - em árabe, محمود داوود (Amuda, 1 de janeiro de 1996) é um futebolista sírio que atua como meio-campista. Atualmente joga no Eintracht Frankfurt.

## Carreira

### Borussia Dortmund
Em 30 de março de 2017 o Borussia Dortmund anunciou a contratação de Dahoud para a próxima temporada, 2017–18, com vínculo até 30 de junho de 2022.

#### 2018–19
Estreou na temporada em 20 de agosto, contra o Greuther Fürth em partida válida pela Copa da Alemanha vencida pelos aurinegros por 2 a 1 no período da prorrogação. Em 26 de agosto, Dahoud marcou seu primeiro gol com o Borussia na vitória por 4 a 1 sobre o RB Leipzig.

## Estatísticas

### Clube
- Atualizado até 28 de setembro de 2021.[4][5]

| Clube                    | Season            | Liga              | Liga  | Liga | Copa1 | Copa1 | Continental2 | Continental2 | Outros3 | Outros3 | Total | Total |
| Clube                    | Season            | Division          | Jogos | Gols | Jogos | Gols  | Jogos        | Gols         | Jogos   | Gols    | Jogos | Gols  |
| ------------------------ | ----------------- | ----------------- | ----- | ---- | ----- | ----- | ------------ | ------------ | ------- | ------- | ----- | ----- |
| Borussia Mönchengladbach | 2014–15           | Bundesliga        | 1     | 0    | 0     | 0     | 2            | 0            | 0       | 0       | 3     | 0     |
| Borussia Mönchengladbach | 2015–16           | Bundesliga        | 32    | 5    | 3     | 0     | 6            | 0            | 0       | 0       | 41    | 5     |
| Borussia Mönchengladbach | 2016–17           | Bundesliga        | 28    | 2    | 5     | 0     | 9            | 1            | 0       | 0       | 42    | 3     |
| Borussia Mönchengladbach | Total             | Total             | 61    | 7    | 8     | 0     | 17           | 1            | 0       | 0       | 86    | 8     |
| Borussia Dortmund        | 2017–18           | Bundesliga        | 23    | 0    | 3     | 0     | 7            | 0            | 1       | 0       | 34    | 0     |
| Borussia Dortmund        | 2018–19           | Bundesliga        | 14    | 1    | 3     | 0     | 5            | 0            | 0       | 0       | 22    | 1     |
| Borussia Dortmund        | 2019–20           | Bundesliga        | 12    | 0    | 0     | 0     | 2            | 0            | 0       | 0       | 14    | 0     |
| Borussia Dortmund        | 2020–21           | Bundesliga        | 21    | 1    | 3     | 0     | 6            | 1            | 1       | 0       | 31    | 2     |
| Borussia Dortmund        | 2021–22           | Bundesliga        | 6     | 0    | 1     | 0     | 2            | 0            | 1       | 0       | 10    | 0     |
| Borussia Dortmund        | Total             | Total             | 76    | 2    | 10    | 0     | 22           | 1            | 3       | 0       | 111   | 3     |
| Total na carreira        | Total na carreira | Total na carreira | 137   | 9    | 18    | 0     | 39           | 2            | 3       | 0       | 197   | 11    |

1 Inclui partidas da DFB-Pokal.
2 Inclui partidas da UEFA Europa League e UEFA Champions League.

3 Inclui partids da Supercopa da Alemanha

## Títulos
Borussia Dortmund
- Supercopa da Alemanha: 2019
- Copa da Alemanha: 2020–21[6]

Alemanha
- Campeonato Europeu Sub-21: 2017

### Prêmios individuais
- 50 jovens promessas do futebol mundial de 2016 (La Gazzetta dello Sport)[7]
- 31º melhor jogador sub-21 de 2016 (FourFourTwo)[8]
- Equipe do torneio do Campeonato Europeu Sub-21 de 2019[9]